# Zurmat (huyện)
Zurmat là một huyện thuộc tỉnh Paktia, Afghanistan. Dân số thời điểm năm 1999 là 93,769 người.